# エピアルテース

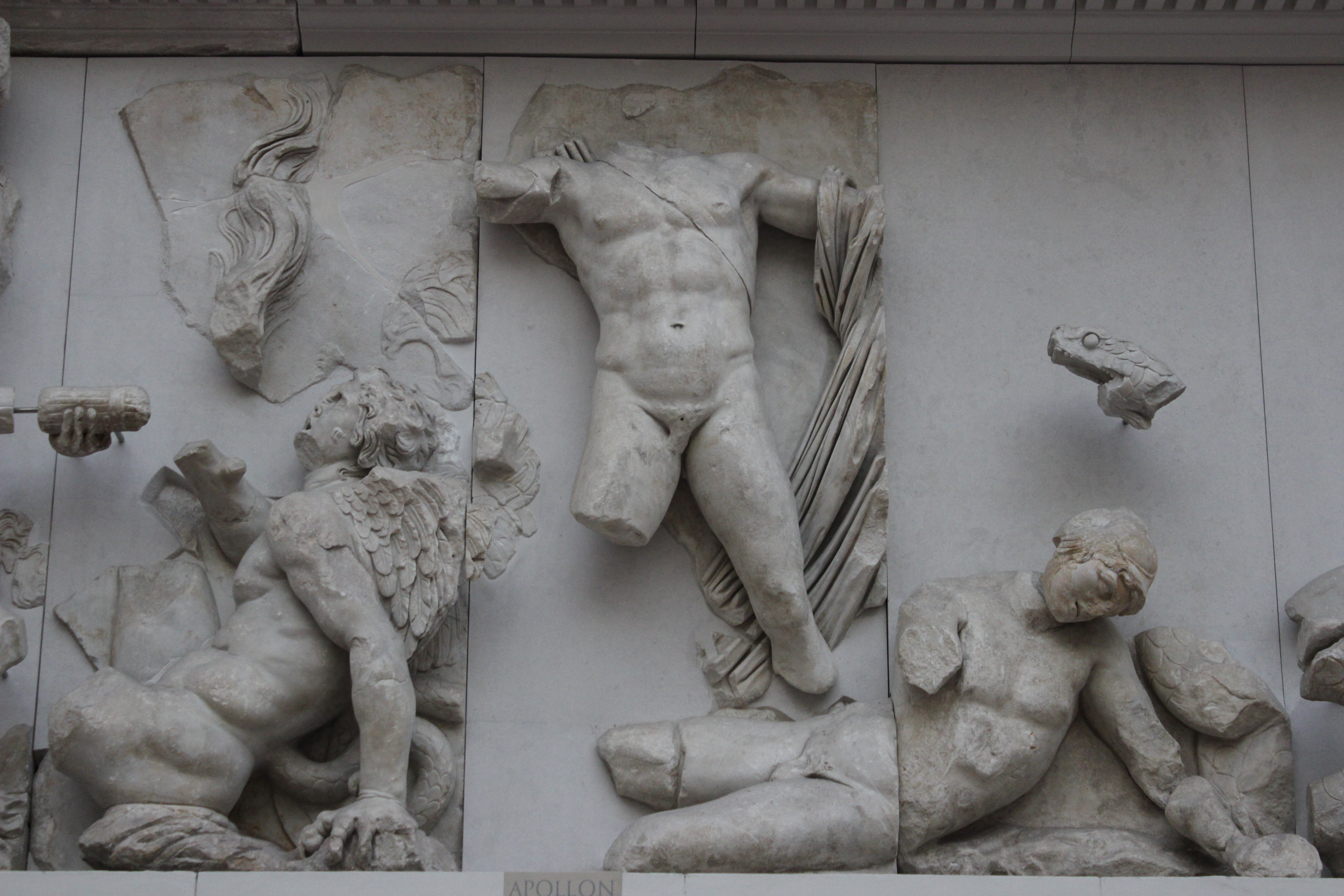
アポローンに倒されるエピアルテース。ペルガモンの大祭壇。ベルリン、ペルガモン博物館。

エピアルテース（古希: Ἐφιάλτης、古代ギリシア語ラテン翻字: Ephiáltēs）は、ギリシア神話の巨人。長母音を省略してエピアルテス、エフィアルテスとも表記される。
- ギガースの1人。（以下に説明）
- アローアダイの1人。

エピアルテース（古希: Ἐφιάλτης、古代ギリシア語ラテン翻字: Ephiáltēs）は、ギガースの1人である。ガイアとウーラノスの子、あるいはガイアとタルタロスの子。
ギガントマキアーのさい、他のギガースとともにオリュンポスの神々と戦ったが、アルキュオネウスとポルピュリオーンが討たれた後、左目をアポローンに、右目をヘーラクレースに射抜かれて倒された。